# Línea 6 (Comodoro Rivadavia)
La línea 6 o Línea Diadema, oficialmente línea 10, es una línea de colectivos suburbana de Comodoro Rivadavia, bajo concesión de la empresa Transportes Diadema que une el Bo. Centro con el Bo. Diadema Argentina y viceversa. 

## Cuadro Tarifario
| Boleto                      | Tarifa    |
| --------------------------- | --------- |
| Primera sección (Urbano)    | No aplica |
| Segunda sección (Suburbano) | No aplica |
| Tercera sección (Diadema)   | $29       |
| Cuarta sección (Rada Tilly) | No aplica |
| Estudiante                  | $14.50    |
| Jubilado                    | $14.50    |
| Discapacitado               | $0.00     |
| Policía del Chubut          | $0.00     |

En el caso de los boletos de estudiante y jubilado reciben un subsidio de la municipalidad de Comodoro Rivadavia que les cubre un 50% del valor del boleto en 2 pasajes díarios, mientras que el restante 50% lo proporciona el gobierno de Chubut a través del TEG Chubut.

## Recorrido

### 6: Centro - Diadema Argentina
También llamado Diadema
| 6          | Primer servicio A: Diadema Argentina | Primer servicio A: Centro | Último servicio A: Diadema Argentina | Último servicio A: Centro |
| Laborables | 05:20                                | 06:15                     | 22:50                                | 23:45                     |
| Sábados    | 05:20                                | 06:15                     | 22:50                                | 23:45                     |
| Festivos   | 09:05                                | 10:00                     | 20:20                                | 21:15                     |

Ida
| BUS2 | KBHFa |

|  | BHF |

|  | BHF |

|  | BHF |

|  | BHF |

|  | BHF |

|  | BHF |

|  | BHF |

|  | BHF |

|  | BHF |

|  | BHF |

|  | BHF |

|  | BHF |

|  | BHF |

|  | BHF |

|  | BHF |

|  | BHF |

|  | BHF |

|  | BHF |

|  | BHF |

|  | BHF |

|  | BHF |

|  | BHF |

|  | BHF |

|  | BHF |

|  | BHF |

|  | BHF |

|  | BHF |

|  | BHF |

|  | BHF |

|  | BHF |

|  | BHF |

|  | BHF |

|  | BHF |

|  | BHF |

|  | BHF |

|  | BHF |

|  | BHF |

|  | BHF |

|  | BHF |

|  | BHF |

|  | BHF |

|  | BHF |

|  | BHF |

|  | BHF |

|  | BHF |

|  | KBHFe |

Regreso
| BUS | KBHFa |

|  | BHF |

|  | BHF |

|  | BHF |

|  | BHF |

|  | BHF |

|  | BHF |

|  | BHF |

|  | BHF |

|  | BHF |

|  | BHF |

|  | BHF |

|  | BHF |

|  | BHF |

|  | BHF |

|  | BHF |

|  | BHF |

|  | BHF |

|  | BHF |

|  | BHF |

|  | BHF |

|  | BHF |

|  | BHF |

|  | BHF |

|  | BHF |

|  | BHF |

|  | BHF |

|  | BHF |

|  | BHF |

|  | BHF |

|  | BHF |

|  | KBHFe |

## Galería

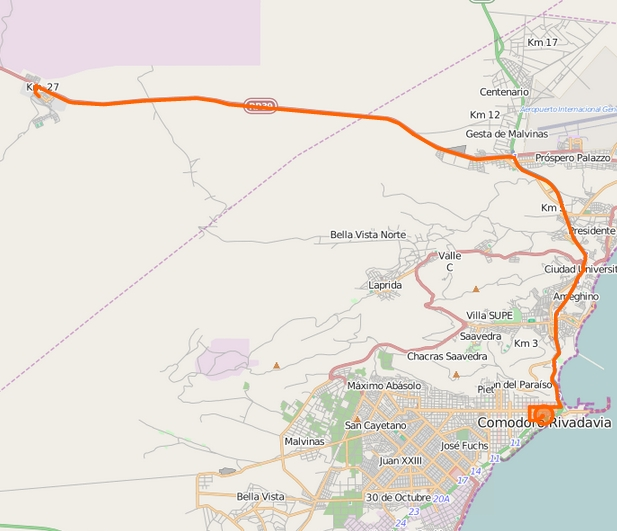
Recorrido de ida.
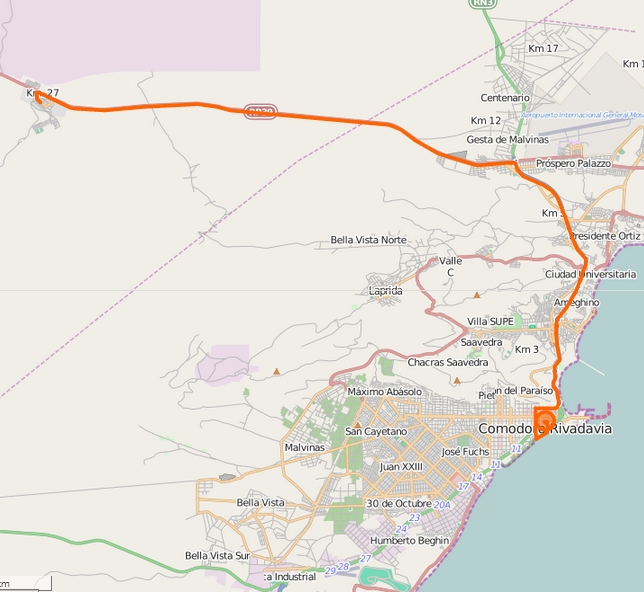
Recorrido de vuelta.